# Хоэн-Фихельн
Хоэн-Фихельн (нем. Hohen Viecheln) — община в Германии, в земле Мекленбург-Передняя Померания.
Входит в состав района Северо-Западный Мекленбург. Подчиняется управлению Дорф Мекленбург-Бад Клайнен. Население составляет 668 человек (на 31 декабря 2010 года). Занимает площадь 18,96 км².